# 215 km (rejon wiaziemski)
215 km (ros. 215 км) – przystanek kolejowy w rejonie wiaziemskim, w obwodzie smoleńskim, w Rosji. Położony jest na linii Moskwa – Mińsk – Brześć, w oddalaniu od skupisk ludzkich. Najbliższą miejscowością są Gorki.